# Sundwig

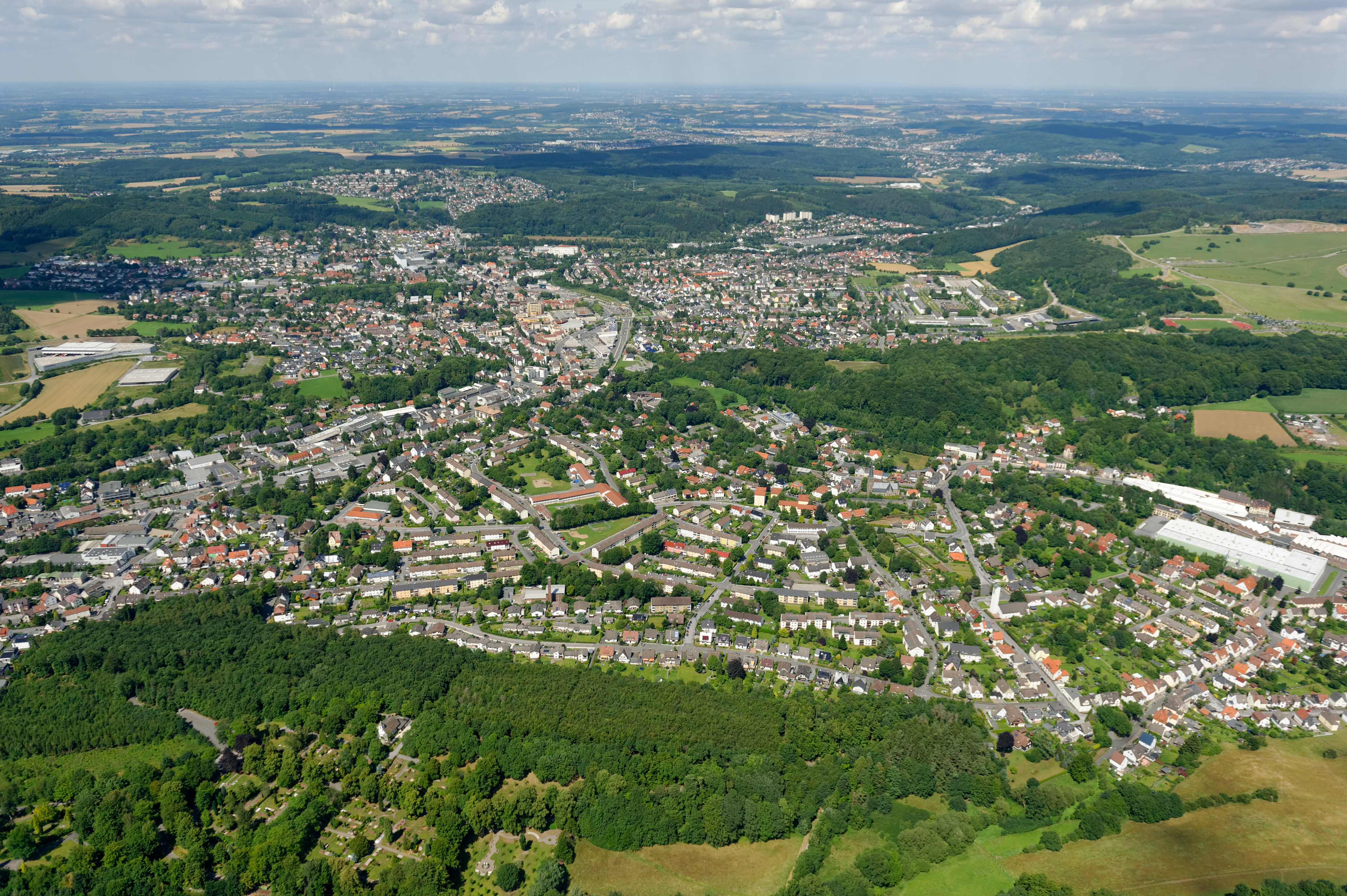
Sundwig von oben

Sundwig ist ein Stadtteil von Hemer in Nordrhein-Westfalen. Die selbstständige Gemeinde Sundwig gehörte von 1841 bis 1929 zum Amt Hemer/Kreis Iserlohn.

## Geschichte

### Wirtschaftsgeschichte
Sundwig ist ein Ort der Frühindustrialisierung. 1698 wurde ein Eisenhammer aufgestellt. 1712 wurde die erste westfälische Fingerhutmühle errichtet. 1719 kam eine Messingschmelze hinzu, ebenfalls die erste in Westfalen. Daraus gingen das Sundwiger Messingwerk und Andritz Sundwig, ein Unternehmen des Anlagenbaus, hervor. Für die Industriebetriebe erhielt Sundwig Anschluss an eine Sekundärbahn aus Hemer. Ab 1993 wurden von Sundwig die Geschäfte des Sachsenring-Unternehmens geleitet, bis dieses 2002 Insolvenz anmelden musste.

### Verwaltungsgeschichte
Am 1. August 1929 wurde aus Hemer, Sundwig, Westig, Landhausen und Teilen der Gemeinde Calle die neue Gemeinde Hemer, der am 30. Januar 1936 das Stadtrecht verliehen wurde.

## Sehenswürdigkeiten
Das Felsenmeer, die Heinrichshöhle und die Sundwiger Mühle sind besondere Sehenswürdigkeiten des Sauerlandes.
- In Sundwig steht Hemers kleinstes Haus. Im Volksmund wird es auch „Löchte“ oder „Latüchte“ genannt. Diese Namen werden darauf zurückgeführt, dass das Häuschen durch seine Bauform wie eine Laterne aussah, wenn früher das Licht der Petroleumlampen durch die Fenster schien. Das Haus hat eine Grundfläche von etwa 20 m² und nur zwei Zimmer, die durch eine innenliegende Treppe miteinander verbunden sind.[5] 2001 wurde das Fachwerkhaus unter Denkmalschutz gestellt.[6]
- 1911 wurde das Feuerwehrhaus Sundwig mit in sich abgetrennter Fahrzeughalle, Steigerturm und Dienstwohnung in neugotischem Stil errichtet. Die Fahrzeughalle wurde bis 1984 von der Freiwilligen Feuerwehr genutzt[7] und 1986 als technisches Denkmal unter Schutz gestellt.[6]
- Auch das höchste Gebäude der Stadt Hemer, die Pfarrkirche St. Bonifatius, sowie das Felsenmeermuseum als städtisches Heimatmuseum befinden sich in Sundwig.